# Abadia de Valle Crucis
L'Abadia de Valle Crucis (Abadia de la Vall de la Creu) és una antiga abadia cistercenca actualment en ruïnes situada a Llantysilio, Denbighshire, Gal·les. Va ser construïda el 1201 per Madog ap Gruffydd Maelor, príncep de Powys Fadog, i va ser el darrer monestir cistercenc a ser construït a Gal·les. El 1537 va iniciar la seva decadència, en el procés de la dissolució dels monestirs.

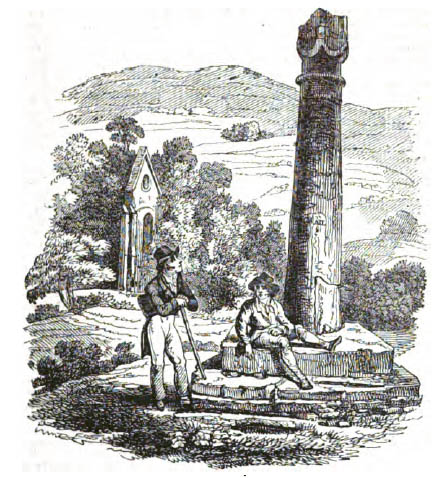
Pilar d'Eliseg amb l'abadia de Valle Crucis al fons